# 埃夫拉尼

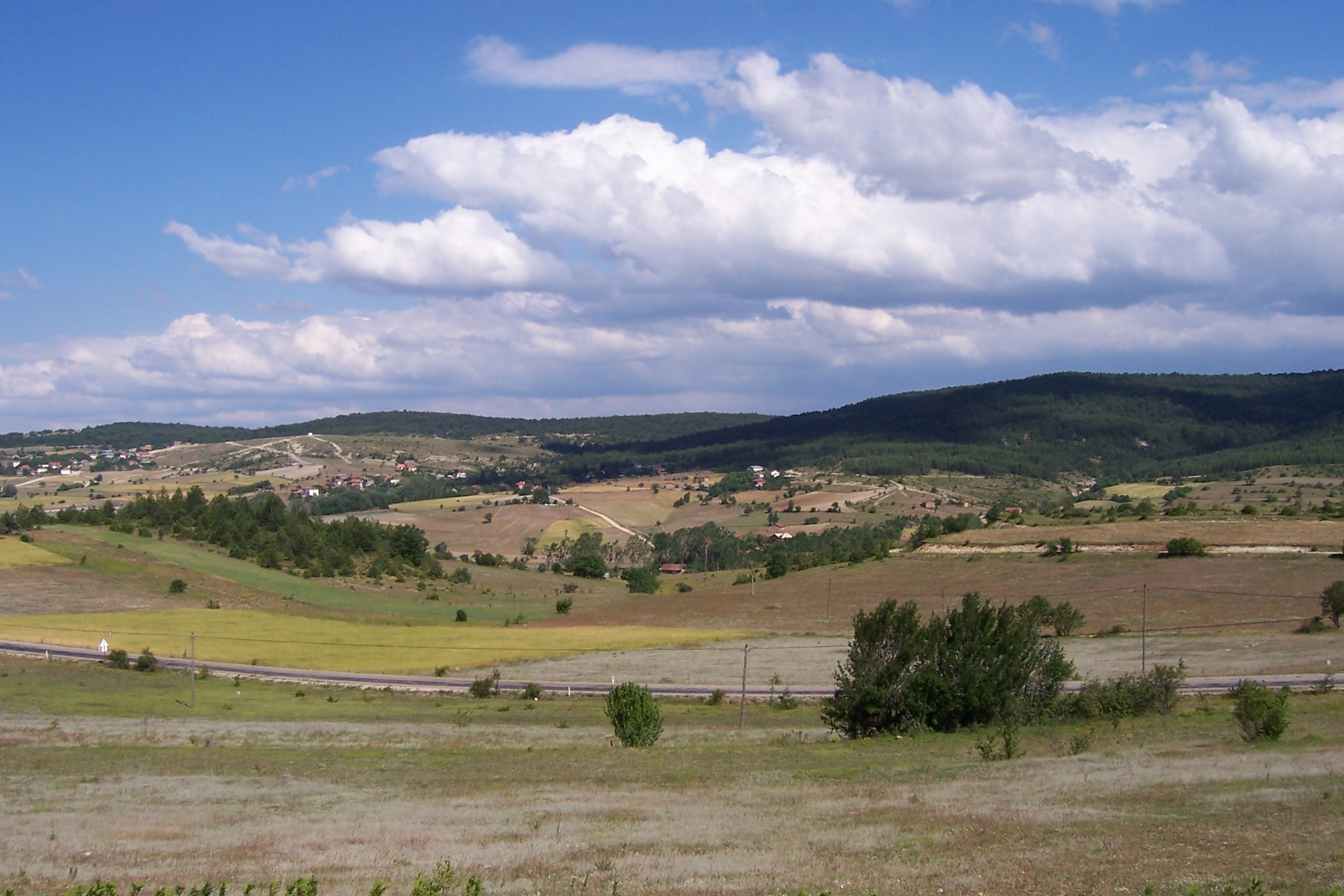
埃夫拉尼的景色

埃夫拉尼（土耳其語：Eflani）是一座位於土耳其北部黑海地區卡拉比克省的小鎮。埃夫拉尼位於黑海南方100公里處，距離卡拉比克以東46公里，坐落在高山與山谷之間的高原上。根據2000年的人口普查，该行政区内的總人口為12,270人，其中的3,897人居住在埃夫拉尼鎮上。該地區佔地總面積587平方公里，埃夫拉尼的海拔高度為897公尺。